# Giovanni Gentile (fisico)
Giovanni Gentile (Napoli, 6 agosto 1906 – Milano, 30 marzo 1942) è stato un fisico italiano.

## Biografia
Figlio del filosofo Giovanni Gentile e di Erminia Nudi, conseguì la laurea in Fisica nel 1927, sotto la guida di Luigi Puccianti, all'Università di Pisa, quale allievo della Scuola Normale Superiore, con una tesi sull'equazione di Schrödinger. Trascorse poi un anno a Roma all'Istituto di Fisica di via Panisperna, allora diretto da Orso Mario Corbino, compiendo ricerche teoriche di fisica atomica, alcune delle quali condotte assieme a Ettore Majorana, in particolare su fenomeni di degenerazione spettroscopica.
Nel 1929, si recò in Germania per un periodo di perfezionamento, visitando Max Planck, Erwin Schrödinger e Fritz London con cui compì ricerche sulla teoria quantistica della valenza atomica; infine, Werner Heisenberg lo introdusse alla teoria quantistica del ferromagnetismo.
Ritornato in Italia nel 1931, dopo aver conseguito la libera docenza fu incaricato di Fisica teorica prima a Pisa e poi, dal 1936, titolare della stessa cattedra a Milano, dove si occupò soprattutto di fisica atomica, raggi cosmici e meccanica quantistica relativistica, in particolare dedicandosi all'equazione di Dirac. Infine, conseguì risultati originali in meccanica statistica, introducendo nuove statistiche quantistiche, poi a lui intitolate.
Si interessò pure di letteratura, filosofia e storia delle scienze.
Morì prematuramente il 30 marzo del 1942, per setticemia sopravvenuta per le complicanze di un ascesso dentario.

## Alcune opere
- Lezioni di meccanica quantistica, a cura di G. Battistini e E. Viti, Ufficio Dispense del GUF, Pisa, 1934.
- Questioni classiche di fisica, G.C. Sansoni Editore, Firenze, 1937.
- Fisica nucleare, Edizioni Roma, Roma, 1937.
- Scritti minori di scienza, filosofia e letteratura, edito postumo a cura di Giovanni Gentile, G.C. Sansoni Editore, Firenze 1943.
- Questioni di fisica (con Gilberto Bernardini, Giovanni Polvani e Gian Carlo Wick), Parte I, Volume I, G.C. Sansoni Editore, Firenze, 1947.